# 中華人民共和国契約法
中華人民共和国契約法（ちゅうかじんみんきょうわこくけいやくほう、
中国語原文表記：中华人民共和国合同法）は、1999年3月15日に第9期全国人民代表大会第2回会議において採択、公布され、1999年に10月1日より施行された（本法付則；第428条）、中華人民共和国での商業取引において、契約当事者の利益・権利と市場取引の保護をはかる法律である。

## 概要
総則（総論）と分則（各論）と付則の計23章、428条からなる
総則（総論）は、第1章「一般規定」（第1条から第8条）、第2章「契約の締結」（第9条から第43条）、第3章「契約の効力」（第44条から第59条）、第4章「契約の履行」（第60条から第76条）、第5章「契約の変更と譲渡」（第77条から第90条）、第6章「契約の権利義務の終止」（第91条から第106条）、第7章「違約責任」（第107条から第122条）、第8章「その他（の規定）」（第123条から第129条）の各章からなる。
分則（各論）は、第9章「売買契約」（第130条から第175条）、第10章「電気・水・ガス・熱力供給契約」（第176条から第184条）、第11章「贈与契約」（第185条から第195条）、第12章「借款契約」（第196条から第211条）、第13章「賃貸借契約」（第212条から第236条）、第14章「融資賃貸借」（ファイナンス・リース）契約（第237条から第250条）、第15条「請負契約」（第251条から第268条）、第16章「建設工事契約」（第269条から第287条）、第17章「運送契約」（第288条から第321条）、第18章「技術契約」（第322条から第364条）、第19章「保管契約」（第365条から380条）、第20章「倉庫保管契約」（第381条から第395条）、第21章「委任契約」（第396条から第413条）、第22条「取引代行契約」（第414条から第423条）、第23章「仲介契約」（第424条から第427条）の各章からなる。

## 背景と沿革
現在東アジアの国々で民法改正が相次いで進められている。例えば、2002年モンゴルにおける新民法典、2006年ベトナムにおける新民法典、2007年カンボジアにおける民法典の制定がされている。これには、市場経済化の必要性から（中国のほかはベトナム、カンボジアがその例）と社会の成熟・民主化の進展（韓国、台湾などがその例）という二つの大きな要因がある。中華人民共和国においては、1978年の中共11期三中全会で「改革開放」路線が打ち出されたことに始まる。
「改革開放」路線導入初期の1981年に同国最初の社会主義型契約法である「中華人民共和国経済契約法」が制定された。「経済契約」とは、主に社会主義公有制組織間で国家計画の実現を目的として締結される契約であり、国家の経済契約と直接関連しない通常の民事契約とは原理的に区別された。経済契約は、国家の経済計画具体化の手段であり、契約に対する行政的管理がされていたことが特徴である。1980年代には、同法と「中華人民共和国渉外経済契約法」、「中華人民共和国技術契約法」の3つの契約法が「三足鼎立」の状況にあった。1990年代に入り市場経済の導入が本格的となり、それに対応するため、1993年に「中華人民共和国経済契約法」を改正し、計画に関する規定をほとんど削除し、国家に契約への直接関与の仕組みも廃止した。しかし、3つの契約法間に内容の重複や齟齬・矛盾を抱えることになり、また「中華人民共和国経済契約法」自体も契約総則にあたる部分に空白が多いなどの欠陥も顕在化した。市場経済への転換がさらなる進展により、経済契約概念そのものを維持する社会的必要性も失われ、民事契約との統合や国内契約と渉外契約の統合のために統一契約法を制定することとなり、1999年に本「中華人民共和国契約法」が制定された。現在、中華人民共和国での商取引において、当事者の利益と権利ならびに市場取引の保護に大きな役割を果たしている。

## 総則（総論）について
総則（総論）は、一般規定、契約の締結、契約の効力、契約の履行、契約の変更・譲渡、権利義務の終了、違約責任につき定める。すなわち、契約の主体である民事能力を有する個人や法人およびその他の組織の間において調印する契約の履行、変更および中止などを定める。

## 総則（総論）の内容<1>基本原則
総則（総論）において、まず「平等の原則」・「自由意思の原則」（第3条）と「公平の原則」（第5条）と「誠実信用の原則」（第6条）ならびに「法律拘束の原則」（第8条）を定める。

## 総則（総論）の内容<2>契約の締結

### 当事者の資格
契約を締結する者は民事権利能力と民事行為能力を有しなければならない（第9条第1文）。代理人に委託して契約を締結することができる（同第2文）。民事責任能力については、自然人、法人およびその他の組織は民事権利能力を負う資格があり、自然人は出生後から、法人及びその他の組織は登記後から民事権利を有するとされる。

### 契約の構成要素とその申込・承諾
契約は当事者の約定、すなわち申込と承諾の一致により成立するものであり、契約の内容には通常は以下の条項を含むものとされる（第12条各号）。
1. 当事者の名姓または氏名、住所
2. 目的
3. 品質
4. 価格又は報酬
5. 履行期限、場所及び方式
6. 違約責任
7. 紛争の解決方法

当事者は各種の契約を締結する際、申込、承諾の方式をとるものとされる（第13条）。申込とは、他人と契約を締結する意思表示であり（第14条）、承諾とは、申込を受ける側が申込に同意する意思表示である（第21条）。両者の合致により契約は成立する。

## 総則（総論）の内容<3>契約の効力
契約が成立すると、特に条件や期間が付されていない限り（第45条、第46条）、成立時から効力を生ずる（第44条）。

## 総則（総論）の内容<4>契約の履行
契約が成立して効力が生じた以上、契約当事者は、契約に定められた義務を誠実に履行しなければならない（第60条）。当事者は、契約を履行する際、ともに以下の基本原則を守らなくてはならない。
1. 誠実信用原則[11]。契約当事者は、公正に双方の利益と信用を維持し、期待される利益の実現に努めなければならない[11]。また契約当事者は、当事者と第三者または公共の利益を適切に調整し、社会的信用の利益を維持しなければならない[11]。この原則は、契約履行の基本原則であり、強制的な原則である[11]。
2. 現実履行原則[11]。法の規定または別途当事者に取り決めがある場合を除き、契約当事者には契約に定めた目的を履行する義務があるという原則である[11]。契約当事者は、契約に定めた目的を履行せずに、その代わりとして違約金または賠償金の支払いという方法で本来の履行義務を放棄することはできない[11]。
3. 協力履行原則[11]。契約当事者は、各自の義務を適切に履行するほか、契約の目的を実現するため、相手に対して義務の履行についての協力を要請することができる[11]。

また、双務契約の当事者は規定された期間内に相手が契約を履行しない場合には、同時に同契約の履行を拒む権利をもつ（同時履行の抗弁）（第66条）。この抗弁権の行使は、以下の条件を満たす必要がある。
同一の双務契約から発生した相互対価である2つの給付債務が存在すること。
債務が弁済期に達していること。
契約の相手方が債務不履行あるいは債務を期限通りに必ず履行することを約束していないこと。

## 総則（総論）の内容<5>違約責任
当事者が契約に基づく債務を履行しないとき、または契約に基づく債務の履行が契約の定めに合致しないときは、履行の継続、救済措置をとるか、または損害賠償などの責任を負う（第107条）。

## 総則（総論）の内容<6>契約変更の変更
契約の変更で生じる法的な効果は以下のとおりである。
- 契約の変更は、当事者が元の契約に基づいて協議しなければならない[14]。協議の結果、合意できない場合、元の当事者双方に対して拘束力をもつ[14]。
- 契約の変更は、元の契約を部分的に修正または補足し、元の契約条項全てを変更しないこと[14]。契約の変更は、元の契約に基づく新たな契約関係を立てるため、変更後の契約は元の契約の実質内容を包括しなければならない[14]。
- 「契約法」第78条では、「変更後の契約内容がはっきり規定されていない場合、契約を変更していないとして推定する」と定める[14]。
- 契約変更に伴って、新たな権利義務関係が生じる。当事者は新たに生じた債権債務について義務を負わなければならない[14]。

契約変更の条件は以下のとおりである。
- 契約当事者が不可抗力で部分的に契約義務を履行することができない場合、契約を変更することができる[14]。だが、全ての義務を履行できないときは契約を解除しなければならない[14]。
- 契約締結の際の当事者の意思表示が真実でなかった場合、契約を変更することができる[14]。「契約法」第54条に契約の変更が許される場合が列挙されている[14]。すなわち、<1>重大な誤解で締結されていた契約の場合、<2>公平を欠く契約の場合、<3>詐欺で締結された契約の場合、<4>脅迫で締結された契約の場合、<5>当事者の弱みに付け込んで締結された契約の場合である[14]。
- 「契約法」第77条によれば、契約当事者が自らの意思で契約変更について協議し合意すれば、契約を変更することができると規定されている[14]。

## 分則（各論）について
分則（各論）では、15の契約類型について定めている。この章は、1980年代の3つの契約法において定められていた、売買、エネルギー供給、借金、賃貸借、請負、工事建設、運送、技術、保管、倉庫保管など11の契約類型を修正した上で、引き続きこれらを採用し、さらに贈与、融資および賃貸、委任、仲介という4つの契約類型を加えているものである。中国では、「保険法」、「担保法」、「労働法」、「著作権法」という各分野での個別法があるため、これらに関する契約類型では本「契約法」には定めてられていない。分則にも個別法にも定められていない契約類型は総則の規定に準ずるものとされる。